# Szapora zsombor
A szapora zsombor (Sisymbrium officinale) a kétszikűek (Magnoliopsida) osztályába ezen belül a keresztesvirágúak (Brassicales) rendjébe és a káposztafélék (Brassicaceae) családjába tartozó faj.

## Jellemzője
Az egy- vagy kétnyári zsombor gyapjas szára mintegy 60 cm magasra nő. Szabálytalanul hasogatott leveleket és apró, sárga virágokat találunk rajta, utóbbiak szirmai a káposztafélékra jellemző módon kereszt alakban helyezkednek el. Megnyúlt becőtermése igen hosszú és keskeny.

## Gyógyhatása
Az orvosi zsombor illóolajában található kéntartalmú vegyületek reflextevékenységet váltanak ki, ami a felső légutakra (hörgőkre) kifejtett váladékelválasztó hatásban nyilvánul meg. Köptető és nyáloldó, illetve köhögés-csillapító.

## Felhasználása
Az orvosi zsombort az afónia (a hang többé-kevésbé teljes elvesztése) kezelésére használják. Hatékonyságát a rekedtség leküzdésében, valamint a gégehuruttal és a torokgyulladással járó kellemetlen érzések csillapításában is bizonyította. A légutak gyulladása esetén szintén javallott.

## Figyelmeztetés
A zsombor alkalmazása gyermekek esetében nem ajánlott. Túladagolása felnőtteknél a szívritmus lassulását, vagy más ritmuszavarokat idézhet elő.